# Nesoryzomys indefessus narboroughi
Nesoryzomys indefessus narboroughi es una subespecie de Nesoryzomys indefessus, un roedor del género Nesoryzomys, de la Isla Fernandina en las Islas Galápagos. 

## Taxonomía
Otra subespecie única se encontraba en la Isla Santa Cruz, pero se ha extinguido. Algunos consideran que las dos son especies distintas, en cuyo caso la clase de Fernandina es Nesoryzomys narboroughi. Otro Nesoryzomys más grande, también se encuentra en Fernandina, la Nesoryzomys fernandinae.